# Adriano Celentano
Adriano Celentano, né le 6 janvier 1938 à Milan (Italie), est un auteur-compositeur-interprète, chanteur, acteur, réalisateur, scénariste et présentateur italien. En Italie, il est surnommé « Il Molleggiato » (l'homme monté sur ressorts) ou « L'Urlatore » (l'homme qui hurle). Artiste majeur de la chanson italienne, il a vendu plus de deux cents millions de disques dans le monde.

## Biographie

### Jeunesse
Né de parents originaires de Foggia dans les Pouilles, Adriano Celentano voit le jour à Milan, au numéro 14 de la mythique via Gluck, dont il a fait en 1966 une chanson célèbre : Il ragazzo della via Gluck  (reprise la même année par Françoise Hardy sous le titre La maison où j'ai grandi). Cette rue se trouve à proximité immédiate de la gare centrale de Milan qui, après la Seconde Guerre mondiale était une zone en pleine reconstruction.
La famille déménage à Via Correnti en 1951 dans le centre de Milan. Il entre en apprentissage après sa scolarité obligatoire et enchaîne plusieurs boulots dont celui d'horloger. Il est un des premiers à avoir saisi l'importance de la musique rock anglo-saxonne et à l'avoir adaptée en italien. Après un concert de Bill Haley, Adriano fonde en 1956 avec des amis le groupe des Rocks Boys. L'un d'entre eux, Antonio Ciacci, deviendra célèbre sous le nom de Little Tony. Adriano trouve son style en dansant de façon désarticulée sur la musique de son groupe et en imitant Jerry Lee Lewis.
Lors de l’unique festival du rock 'n' roll italien, le 18 mai 1957, il remporte le premier prix avec Ciao ti diro, mais le groupe se sépare peu après. Il rencontre Miki del Prete, qui vient aussi des Pouilles et qui deviendra son parolier. Ses premiers 45 tours, faits de reprises de rock américain, sortent en 1958 mais connaissent peu de succès. Adriano Celentano produit ses premières chansons en italien à partir de 1959.

### Années 1960-1990

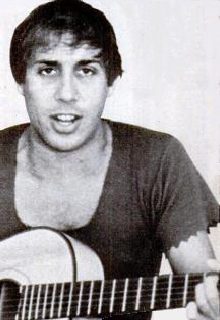
Adriano Celentano en 1970.

En 1960 il apparaît dans son propre rôle de chanteur de rock dans une scène de  La dolce vita de Federico Fellini. Au festival de San Remo de 1961, la chanson 24.000 baci interprétée par Adriano Celentano et Little Tony, termine deuxième.
En 1962, il fonde le Clan Celentano, une société de production pour gérer la vente de ses disques (de l'ordre du million d'exemplaires à l'époque). En 1964, il rencontre celle qui deviendra sa femme, Claudia Mori, avec laquelle il aura trois enfants. Les succès sont nombreux : Ciao ragazzi, Pregherò, Tre passi avanti, Mondo in mi 7a. Si Il Ragazzo della via Gluck ne marche pas à Sanremo en 1966, La Coppia più bella del mondo et Azzurro (de Paolo Conte) sont des succès. Mais Celentano, réputé despotique, est soudain pris d'une révélation mystique et met fin au Clan en 1968.
Chi non lavora non fa l'amore chanson chantée avec sa femme Claudia Mori, arrive première au Festival de Sanremo de 1970. Celentano tourne aussi de nombreux films (plus d'une trentaine de 1959 à 2019), souvent dans des rôles secondaires, mais aussi de 1963 à 1983 dans le rôle principal. Il se revendique comme le premier rappeur italien, avec Prisencolinensinainciusol en 1973, qui est rentré dans les charts américains, produit en France par Robert Donat sous le label Galloway. Ses sujets de prédilection sont d'ordre écologique et moraliste, comme dans Un albero di trenta piani, Svalutation, I Want to Know ou L'unica chance.
En 1985, il réalise le film-comédie musicale Joan Lui dont il assure le rôle-titre ; celui-ci n'a pas le succès espéré en Italie, mais il triomphe plus tard en Russie. Adriano Celentano est connu pour son engagement et ses prises de position sur différents sujets politiques, écologiques, urbanistiques, etc. qui donnent lieu à de longs monologues lors de ses shows télévisés, certains ayant fait beaucoup de vagues. Il fait également parler de lui, tout en restant populaire et considéré comme un personnage à part de la scène italienne.
Il présente occasionnellement des séries de shows télévisés en direct sur la RAI : Fantastico 8 (1987) ; Notte Rock (1991) ; Svalutation (1992) ; Francamente me ne infischio (1999).

### Années 2000-2010

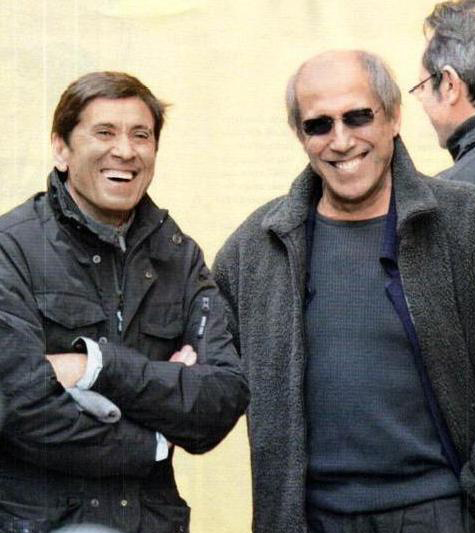
Adriano Celentano et Gianni Morandi 14 février 2012.

Dans les années 2000, il présente 125 milioni di caz..te (2001) ; Rockpolitik (2005) ; La situazione di mia sorella non é buona. (2007).
Après dix-huit ans d'absence, Adriano Celentano remonte sur scène les 8 et 9 octobre 2012 pour deux concerts historiques, en plein air dans les Arènes de Vérone, retransmis tous deux en direct sur Canale 5 sous le titre Rock Economy. Afin que le spectacle soit accessible au plus grand nombre de spectateurs (chômeurs, étudiants, retraités, etc.), Celentano insiste pour mettre, à chaque représentation, 6 000 places au prix symbolique d'un euro.

## Vie privée
Marié à Claudia Mori, Adriano Celentano a trois enfants, Rosita, Giacomo, et Rosalinda.

## Discographie

### Albums studio
| Drapeau de la France | Drapeau de la Suisse                                   | Drapeau de l'Autriche | Drapeau de l'Italie |    |    |
| 1960                 | Adriano Celentano con Giulio Libano e la Sua Orchestra | -                     | -                   | -  | -  |
| 1960                 | Furore                                                 | -                     | -                   | -  | -  |
| 1962                 | Peppermint Twist                                       | -                     | -                   | -  | -  |
| 1963                 | A New Orleans                                          | -                     | -                   | -  | -  |
| 1965                 | Non mi dir                                             | -                     | -                   | -  | 3  |
| 1966                 | La festa                                               | -                     | -                   | -  | -  |
| 1966                 | Il ragazzo della via Gluck                             | -                     | -                   | -  | -  |
| 1968                 | Azzurro                                                | -                     | -                   | -  | -  |
| 1968                 | Adriano rock                                           | -                     | -                   | -  | 4  |
| 1969                 | Le robe che ha detto Adriano                           | -                     | -                   | -  | 14 |
| 1970                 | Il forestiero                                          | -                     | -                   | -  | 17 |
| 1971                 | Er più                                                 | -                     | -                   | -  | -  |
| 1972                 | I mali del secolo                                      | -                     | -                   | -  | 4  |
| 1973                 | Nostalrock                                             | -                     | -                   | -  | 16 |
| 1975                 | Yuppi du                                               | -                     | -                   | -  | 2  |
| 1976                 | Svalutation                                            | -                     | -                   | -  | 7  |
| 1977                 | Disco dance                                            | 4                     | -                   | -  | 7  |
| 1977                 | Tecadisk                                               | 24                    | -                   | -  | 5  |
| 1978                 | Ti avrò                                                | 7                     | -                   | -  | 2  |
| 1978                 | Geppo il folle                                         | -                     | -                   | -  | 6  |
| 1979                 | Soli                                                   | -                     | -                   | -  | 2  |
| 1980                 | Un po' artista un po' no                               | -                     | -                   | -  | 3  |
| 1981                 | Deus                                                   | -                     | -                   | -  | 5  |
| 1982                 | Uh... uh...                                            | -                     | -                   | -  | 8  |
| 1983                 | Atmosfera                                              | -                     | -                   | -  | 18 |
| 1984                 | I miei americani                                       | -                     | -                   | -  | 1  |
| 1985                 | Joan Lui                                               | -                     | -                   | -  | 4  |
| 1986                 | I miei americani 2                                     | -                     | -                   | -  | 4  |
| 1987                 | La pubblica ottusità                                   | -                     | -                   | -  | 1  |
| 1991                 | Il re degli ignoranti                                  | -                     | -                   | 37 | 3  |
| 1994                 | Quel punto                                             | -                     | 23                  | -  | 4  |
| 1996                 | Arrivano gli uomini                                    | -                     | 41                  | 16 | 4  |
| 1998                 | Mina Celentano                                         | -                     | 39                  | -  | 1  |
| 1999                 | Io non so parlar d'amore                               | -                     | 25                  | -  | 1  |
| 2000                 | Esco di rado e parlo ancora meno                       | -                     | 18                  | -  | 1  |
| 2002                 | Per sempre                                             | -                     | 11                  | -  | 1  |
| 2005                 | C'è sempre un motivo                                   | -                     | 20                  | -  | 2  |
| 2007                 | Dormi amore, la situazione non è buona                 | -                     | 21                  | -  | 2  |
| 2011                 | Facciamo finta che sia vero                            | -                     | -                   | -  | 2  |
| 2012                 | Adriano Live all'arena di Verona                       | -                     | -                   | -  | -  |

### Singles
| Année | Titre                      | Album                               | FR | CH | DE | IT |
| ----- | -------------------------- | ----------------------------------- | -- | -- | -- | -- |
| 1960  | Blue Jean Rock             | Adriano Celentano con Giulio Libano | -  | –  | –  | –  |
| 1961  | 24.000 baci                | A New Orleans                       | -  | –  | –  | 1  |
| 1962  | Stai Lontana Da Me         | Non mi dir                          | –  | –  | 45 | 1  |
| 1962  | Preghero                   | Non mi dir                          | -  | –  | –  | 1  |
| 1964  | Sabato Triste              | Non mi dir                          | -  | –  | –  | 1  |
| 1966  | Il ragazzo della via Gluck | Il ragazzo della via Gluck          | –  | –  | -  | –  |
| 1967  | Una Festa Sui Prati        | Il ragazzo della via Gluck          | –  | –  | 10 | –  |
| 1968  | Azzurro                    | Azzurro                             | –  | –  | 6  | 1  |
| 1973  | Prisencolinensinainciusol  | Nostalrock                          | 4  | –  | 46 | 5  |
| 1976  | Svalutation                | Svalutation                         | 4  | 4  | –  | 4  |
| 1977  | I Want To Know             | Svalutation                         | 4  | –  | –  | –  |
| 1977  | Don't Play That Song       | Disco dance                         | 1  | 10 | 34 | –  |
| 1978  | Woman in Love              | Disco dance                         | 6  | –  | –  | 4  |
| 1978  | Ti Avro                    | Ti avrò                             | -  | –  | –  | 1  |

## Filmographie partielle

### Acteur
- 1959 : Les Mordus du juke-box (I ragazzi del juke-box) de Lucio Fulci, le premier film musicarello
- 1959 : Pousse pas grand-père dans les orties  (Juke box, urli d'amore) de Mauro Morassi
- 1960 : La dolce vita de Federico Fellini, dans lequel il joue son propre rôle de chanteur rock
- 1963 : Le Religieux de Monza (Il monaco di Monza) de Sergio Corbucci
- 1964 : Le Grand Hold-Up de Milan (Super rapina a Milano) d'Adriano Celentano
- 1968 : Serafino de Pietro Germi
- 1971 : Les Gouapes (Er più: storia d'amore e di coltello) de Sergio Corbucci
- 1972 : Une bonne planque (Bianco, rosso e...) d'Alberto Lattuada
- 1973 : L'emigrante de Pasquale Festa Campanile
- 1973 : Rugantino de Pasquale Festa Campanile
- 1973 : Cinq Jours à Milan (Le cinque giornate) de Dario Argento
- 1974 : Fais vite avant que ma femme revienne ! (Yuppi du) d'Adriano Celentano
- 1975 : Di che segno sei? de Sergio Corbucci
- 1976 : Bluff de Sergio Corbucci
- 1976 : Culastrisce nobile veneziano de Flavio Mogherini
- 1977 : Ecco noi per esempio... de Sergio Corbucci
- 1977 : L'altra metà del cielo  de Franco Rossi
- 1978 : Geppo il folle d'Adriano Celentano
- 1979 : Samedi, dimanche, vendredi (Sabato, domenica e venerdì) (segment Venerdi) de Franco Castellano
- 1979 : Mani di velluto de Castellano et Pipolo
- 1980 : La locandiera de Paolo Cavara
- 1980 : Mon curé va en boîte (Qua la mano) de Pasquale Festa Campanile
- 1980 : Le Vieux Garçon (Il bisbetico domato) de Castellano et Pipolo
- 1981 : Amoureux fou (Innamorato pazzo) de Castellano et Pipolo
- 1981 : Asso de Castellano et Pipolo
- 1982 : Bingo Bongo de Pasquale Festa Campanile
- 1982 : Grand Hotel Excelsior de Castellano et Pipolo
- 1983 : Segni particolari: bellissimo de Castellano et Pipolo
- 1983 : Sing Sing de Sergio Corbucci
- 1983 : Culastrisce nobile veneziano de Flavio Mogherini
- 1984 : Lui è peggio di me (it) d'Enrico Oldoini
- 1985 : Joan Lui (Joan Lui - Ma un giorno nel paese arrivo io di lunedì) d'Adriano Celentano
- 1986 : Il burbero de Castellano et Pipolo
- 1992 : Classe spéciale (Jackpot) de Mario Orfini

### Réalisateur
- 1964 : Le Grand Hold-Up de Milan (Super rapina a Milano)
- 1974 : Fais vite avant que ma femme revienne ! (Yuppi du)
- 1978 : Geppo il folle
- 1985 : Joan Lui (Joan Lui - Ma un giorno nel paese arrivo io di lunedì)

## Livres de Celentano
- Il paradiso è un cavallo bianco che non suda mai d'Adriano Celentano avec Ludovica Ripa di Meana, éd. Sperling & Kupfer (1982)
- Il re degli ignoranti - Libero da ogni riscatto d'Adriano Celentano, éd. Mondadori (1991)
- RockPolitik d'Adriano Celentano avec Mariuccia Ciotta, éd. Bompiani Overlook (2006)